# Mathare United
Mathare United is een Keniaanse voetbalclub uit de hoofdstad Nairobi. De club werd in 1994 opgericht in de sloppenwijk Mathare. In 2008 werd de club voor het eerst landskampioen.
De club heeft ook een vrouwenelftal: Mathare United Women's Football Club. Mathare United is lid van de Mathare Youth Sports Association.

## Erelijst
- Landskampioen

Landskampioen: 2008
Vice-landskampioen: 2001, 2007, 2009
- Beker van Kenia

Winnaar: 1998, 2000
Finalist: 2001
- Keniaanse Supercup

Finalist: 2009